# Pyrococcus furiosus
Pyrococcus furiosus je jednobuněčný, extrémofilní, striktně anaerobní heterotrofní organismus patřící do domény Archea. Jedná se o hypertermofilní druh s teplotním optimem při 100 °C schopný růst i při teplotách přesahující bod varu vody. P. furiosus se stal modelovým organismem zejména díky své relativně snadné a rychlé kultivaci v porovnání s jinými hypertermofily. Svůj význam má zejména v oblasti biotechnologií, molekulární biologie a genetiky díky několika enzymům odolným vůči vysokým teplotám, například DNA-polymeráze Pfu využívané pro polymerázovou řetězovou reakci (PCR). Některé enzymy Pyrococcus furiosus obsahují v aktivním místě wolfram, což je nejtěžší a zároveň jeden z nejvzácnějších prvků přítomných v biomakromolekulách.

## Morfologie
Buňky Pyrococcus furiosus mají kulovitý tvar o průměru 0,8 až 1,5 μm. Povrch buňky je obalen vrstvou glykoproteinů označované jako S-vrstva. Tvoří více bičíků o délce přibližně 7 μm a šířce 7 nm umístěných na jediném pólu buňky, které slouží k pohybu, k adhezi k povrchům a k mezibuněčným interakcím připomínajícím interakce v biofilmech bakterií.

## Vlastnosti

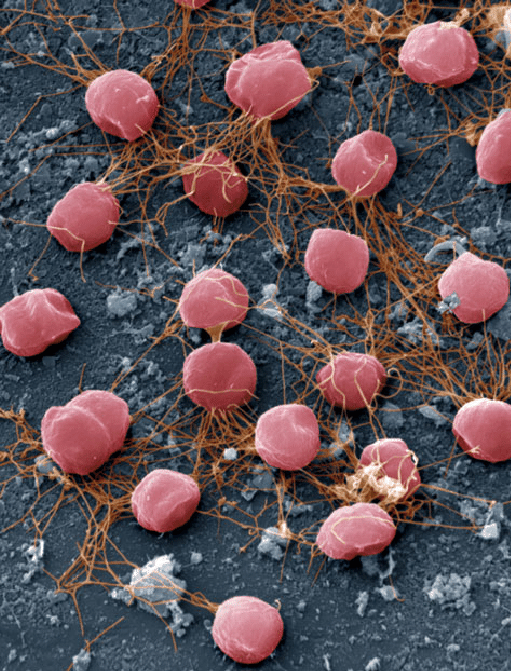
Kolorovaný snímek ze skenovacího elektronového mikroskopu buněk Pyrococcus furiosus

Pyrococcus furiosus byl poprvé izolován z horkých mořských sedimentů na pláži Porto di Levante na sopečném ostrově Vulcano v Itálii. Jeho název lze přeložit jako „zběsilá ohnivá koule“, což si získal díky své vysoké pohyblivosti, rychlému růstu a schopnosti prosperovat při vysokých teplotách. Je schopný růst v teplotním rozmezí 70 až 103 °C (optimum při 100 °C), v rozmezí pH 5 až 9 a koncentrace NaCl 0,5 až 5 %. Metabolismus je striktně anaerobní (nemohou přežívat v přítomnosti kyslíku) a heterotrofní (využívá organické látky jako zdroj uhlíku). Při optimálních podmínkách vykazoval organismus dobu zdvojení 37 minut. 
K relativně snadné kultivaci Pyrococcus furiosus přispívá zejména jeho preference sacharidů (škrobu, oligosacharidů) jako zdroje uhlíku, na rozdíl od ostatních hypertermofilů, které preferují proteiny a aminokyseliny. Pro metabolismus sacharidů využívá fermantaci přes Embden-Meyerhofovu dráhu, jejíž produkty jsou acetát, H2 a CO2. Vznikající vodík však může růst P. furiosus inhibovat, což lze eliminovat přidáním elementární síry (So), která s vodíkem reaguje za vzniku sulfanu (H2S). Pro efektivní růst na proteinech je elementární síra nezbytná, neboť funguje jako terminální elektronový akceptor.

## Enzymy

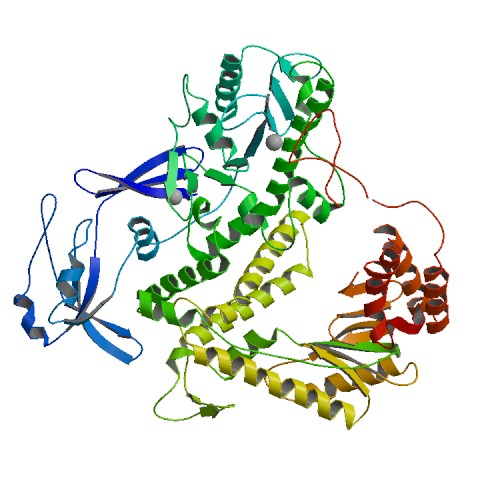
Struktura enzymu Pfu polymeráza

Enzymy P. furiosus jsou vysoce odolné vůči vysokým teplotám, což umožňuje jejich široké využití v průmyslu. Příklady mohou být enzymy β-glukosidáza (štěpící celulózu) a α-amyláza (štěpící například škrob a glykogen), které při 100 °C ztrácí polovinu své aktivity za 85 a 12 hodin, v uvedeném pořadí. Tyto enzymy nalézají uplatnění v potravinovém a farmaceutickém průmyslu, zemědělství či při produkci biopaliv.  Z P. furiosus bylo izolováno pět různých enzymů obsahujících wolfram (prvek který se napříč živými organismy vyskytuje jako biogenní vzácně), z nichž všechny patří do skupiny aldehydoxidoreduktáz [EC 1.2]. Enzym glyceraldehyd-3-fosfát:ferredoxin oxidoreduktáza (GAPOR) je přímo specifický pro intermediát glykolýzy glyceraldehyd-3-fosfát.
Významným enzymem z P. furiosus je Pfu DNA-polymeráza, využívaná v polymerázové řetězové reakci (PCR). Tato metoda je důležitý nástroj v molekulární biologii, umožňující in vitro (mimo živý organismus) namnožit požadovanou sekvenci DNA. Oproti první objevené termostabilní DNA-polymeráze Taq Pfu disponuje 3´-5´-exonukleázovou aktivitou, takzvaným „proofreadingem“, což je mechanismus sloužící k rozpoznávání a opravě chybně zařazených nukleotidů. Díky tomu je chybovost DNA-polymerázy Pfu přibližně o dva řády nižší než DNA-polymerázy Taq (5,1 · 10−6 oproti 1,5 · 10−4, v uvedeném pořadí), což činí prvně jmenovanou vhodnější pro laboratorní techniky vyžadující vyšší přesnost syntézy DNA. Na druhou stranu je DNA-polymeráza Pfu oproti Taq pomalejší (560 nukleotidů za minutu vs. 2800 nukleotidů za minutu). Dalším nedostatkem Pfu DNA-polymerázy je absence 5´-3´-exonukleázové aktivity, tj. schopnosti štěpení nukleotidů ve směru 5´-3´ (stejný směr jako polymerace DNA). Absence této aktivity znemožňuje využití polymerázy Pfu např. v kombinaci se sondami TaqMan při technice qPCR. Sondy TaqMan využívají značené oligonukleotidy komplementární k cílové oblasti DNA, které po rozštěpení 5´-3´-nukleázovou aktivitou přítomné DNA-polymerázy emitují fluorescenční signál. 